# Federico Franco
Luis Federico Franco Gómez (Asunción (Asunción), 24 juli 1962) is een Paraguayaans politicus van de Partido Liberal Radical Auténtico (PLRA). 
Hij werd President van Paraguay in 2012, nadat de senaat van Paraguay zittend president Fernando Lugo had afgezet. Franco was in 2008 al gekozen als vicepresident van Paraguay onder president Lugo. 
Bij de Paraguayaanse verkiezingen op 21 april 2013 werd hij opgevolgd door Horacio Cartes.